# 1921
『1921』は、2021年の中国映画。監督は黄建新と鄭大聖。主演は黄軒、倪妮、王仁君、劉昊然。
中国共産党創立100周年を記念し、2021年7月1日に中国で公開された。日本では「2021東京・中国映画週間」のオープニング作品として上映された。

## 概要
1921年7月に上海で開催された中国共産党第一次全国代表大会で中国共産党が設立されるまでの物語を描いている。
映画の中で強調されている出来事の中には、党の最初の出版物の一つである『香江評論』の創設における毛沢東の役割も含まれる(p63)。

## キャスト
- 李達（中国語版） - 黄軒
- 王会悟（中国語版）（李達の妻） - 倪妮
- 毛沢東 - 王仁君（中国語版）
- 李漢俊（中国語版） - 袁文康（中国語版）
- 張国燾 - 韓東君（中国語版）
- 劉仁静（中国語版） - 劉昊然
- 何叔衡 - 張頌文（中国語版）
- 董必武 - 祖鋒（中国語版）
- 陳潭秋 - ショーン・ドウ
- 鄧恩銘 - 王俊凱
- 王尽美 - 劉家禕（中国語版）
- 陳公博 - 張超（中国語版）
- 周仏海 - 張雲龍（中国語版）
- 包恵僧（中国語版） - 胡先煦（中国語版）
- マリン - エリック・デイン
- ニコルスキー - ジョシュ・ホワイトハウス（英語版）
- 陳独秀 - 陳坤
- 李大釗 - 李晨（中国語版）
- 黄金栄 - 倪大宏（中国語版）
- 程子卿（中国語版） - 田雨（中国語版）
- 高君曼（中国語版） - 宋佳
- 李啓漢（中国語版） - 欧豪（中国語版）
- 周恩来 - 朱一龍
- 鄧小平 - 王源
- 大川 - 池松壮亮
- 近藤栄三 - 白石隼也
- 蔡和森 - 白宇（中国語版）
- 孫文 - 馮紹峰
- フー・アンカン - 雷佳音（中国語版）
- 李仙根（中国語版） - 馬天宇
- 柯劭忞 - 劉佩琦（中国語版）
- 劉少奇 - 張若昀（中国語版）
- 宋慶齢 - 劉詩詩
- 蔣介石 - 魏大勳（中国語版）
- 蕭子升 - 張哲瀚
- 羅章龍（中国語版） - 谷嘉誠（中国語版）
- ファン・シャオロン - 袁泉（中国語版）
- 文素勤（中国語版）（毛沢東の母） - 殷桃（中国語版）
- 李励庄（中国語版） - 鐘楚曦
- 楊淑輝（中国語版） - 宋鉄（中国語版）
- 楊開慧 - 周也（中国語版）
- 許德珩（中国語版） - 郭子凡（中国語版）
- 鄧中夏（中国語版） - 欧阳卫熹
- タオ・イーラン - フイ・ユー
- バオ・ジー - Mengwei Xie
- Li Zhong - 王森（中国語版）
- Gu Zhuxian - Ye Zuxin
- Wang Qiao - Hongrui Zhang
- Xu Ahmei - Wang Tianchen
- 茅盾 - 許凱
- Chen Henian - Han Haolin
- 沈沢民（中国語版） - Pengyuan Shi
- E. Flori - Thomas Fiquet
- Cao Jiasheng - Jonny Chen
- 施存統（中国語版） - Liu Dongqin
- 任弼時 - Zhang Youhao
- 蕭勁光 - 趙宜琴（中国語版）
- Yang Dixian - Zhang Xiaochen
- Yun Duo - Xuan Xuan
- Guo Nianbiao - Ruixin Tong
- Wang Xuanjia - ミシェル・イェ
- Yi Lirong - Lu Qi
- Peng Huang - Fuzhen Kang
- 陳炯明 - Geng Le
- 張申府（中国語版） - Fan Shiqi
- 趙世炎 - Sheng Gangshuai
- 繆伯英（中国語版） - 張雪迎（中国語版）
- Shen Siqian - Chen Yusi
- Tan Zhitang - Kudousi Jiang Ainiwaer
- Tan Pingshan - Boxiao Liu
- 陶玄（中国語版） - 欧陽娜娜
- 廬隱（中国語版） - Chen Meiyi
- Chen Dingxiu - Xia Meng
- 王世英（中国語版） - Chen Qianyu
- Fang Hao - Peng Chuyue
- 楊輝 - 呉希沢（中国語版）
- Chen Guofu - Haiyu Zhang
- 毛貽昌（中国語版）（毛沢東の父） - An Zehao
- Lu Zhengzhang - 兪灝明（中国語版）
- Li Jie - Liu Chang
- Young Soldier - He Ye
- 奥田瑛二
- Zhao Xigui - 包貝爾（中国語版）
- 葉挺 - Bai Yufan
- 劉清揚（中国語版） - 趙露思
- 張静江 - 佟大為
- 高君宇（中国語版） - Alen Fang
- 宋靄齢 - トン・リーヤー
- 張学 - Cao Jun
- 宋美齢 - 張婧儀（中国語版）
- He Shufen - Xue Jianing
- Cheng Junying - Hu Lianxin
- 匡互生 - Zhou You
- 林更新（中国語版）
- 李現

## 制作
撮影は2020年7月1日に上海で始まり、同年11月5日に終了した。向警予役を演じた鄭爽は代理出産スキャンダルのため映画から降板された。若匹の毛沢東役を演じたヤン・シュジアについても、ガールフレンドを裏切ったという噂を受けて役柄自体が削除された。

## 音楽
| #  | タイトル                           | 作詞                 | 作曲・編曲             | 歌手       |
| -- | ---------------------------------- | -------------------- | ---------------------- | ---------- |
| 1. | 「インターナショナル (歌)」(Theme) | ウジェーヌ・ポティエ | ピエール・ドジェーテル | 孫楠/ 周深 |

## リリース
中国で2021年7月1日に公開された。

## 興行収入
中国映画資料情報網によると、この映画の興行収入は公開初日に8160万元（1260万ドル）、翌日には4420万元を記録した。公開から最初の4日間で総額3億元（4,632万ドル）の収益を上げたとされる。

## 栄誉
| 日付 | 賞           | 部門                    | Recipient(s) and nominee(s)      | Result     | Notes       |
| ---- | ------------ | ----------------------- | -------------------------------- | ---------- | ----------- |
| 2021 | 第34回金鶏賞 | Best Writing            | Yu Xi, Huang Xin and Zhao Ningyu | 受賞       | [ 8 ] [ 9 ] |
| 2021 | 第34回金鶏賞 | Best Director           | Huang Jianxin and Zheng Dasheng  | ノミネート | [ 8 ] [ 9 ] |
| 2021 | 第34回金鶏賞 | Best Supporting Actress | Zhou Ye                          | ノミネート | [ 8 ] [ 9 ] |
| 2021 | 第34回金鶏賞 | Best Cinematography     | Cao Yu                           | ノミネート | [ 8 ] [ 9 ] |
| 2021 | 第34回金鶏賞 | Best Sound Recording    | Yang Jingyi                      | ノミネート | [ 8 ] [ 9 ] |
| 2021 | 第34回金鶏賞 | Best Editing            | Yu Baiyang                       | ノミネート | [ 8 ] [ 9 ] |